# Meinrad Braun
Meinrad Braun (* 1953 in Ulm) ist ein deutscher Schriftsteller, der in Mannheim lebt.

## Leben
Von 1973 bis 1984 studierte er in Freiburg zunächst Völkerkunde, Volkskunde und Paläanthropologie, anschließend Medizin. Das Medizinstudium schloss er mit der Promotion ab.
Als Autor von Erzählungen und Romanen debütierte Meinrad Braun im Jahr 2005, als er die Tagebucherzählung Casa dei Nani herausbrachte, mit Cyanotypien des Ludwigshafener Künstlers Günther Wilhelm, bei Svato Zapletal in Prag im Bleisatz gedruckt – darin enthalten fünf Originalgrafiken.
Der Autor publizierte dann in verschiedenen Verlagen, so bei Emons in Köln. 2018 druckte Die Welt einen Auszug aus dem Roman Die abenteuerliche Reise des Pieter van Ackeren in die neue Welt, der 2017 erschienen war.
Seit 1988 ist Meinrad Braun in eigener Praxis als ärztlicher Psychotherapeut und Gutachter in Bad Dürkheim tätig. Er lebt seit 1986 in Mannheim, ist verheiratet und hat zwei Kinder.

## Werke
Eigenständige Veröffentlichungen
- Casa dei Nani (Erzählung), Ludwigshafen 2005.
- Winterreise (Roman), Axel-Dielmann Verlag, Frankfurt am Main 2006, ISBN 978-3-933974-59-4.
- Das Schwedengrab (Kriminalroman), Emons Verlag, Köln 2007, ISBN 978-3-89705-492-9.
- Fürchten lernen (Kriminalroman), Emons Verlag, Köln 2007, ISBN 978-3-89705-516-2.
- Die künstliche Demoiselle (Erzählung, illustriert mit Gummidrucken von Günther Wilhelm)  Llux-Verlag, Ludwigshafen 2008, ISBN 978-3-938031-24-7; Als Tonträger, gelesen vom Autor ISBN 978-3-938031-26-1.
- Fliegende Fische (Kriminalroman), Emons Verlag, Köln 2008, ISBN 978-3-89705-603-9.
- Fließende Welt (Kriminalroman), Emons Verlag, Köln 2009, ISBN 978-3-89705-639-8.
- Indisches Tagebuch. Reisebilder 1973 (Erzählung mit 26 Fotografien), Llux-Verlag, Ludwigshafen 2009, ISBN 978-3-938031-28-5.
- Die traurige Geschichte vom Glück der Alexina Barbin. Stimmen. Kein Geständnis (Erzählung), Llux-Verlag, Ludwigshafen 2011, ISBN 978-3-938031-39-1.
- Gabun (Roman), Emons Verlag, Köln 2013, ISBN 978-3954511372.
- Die Insel hinter dem Meer (Erzählung), Edition Andiamo im Wellhöfer Verlag, Mannheim 2013, ISBN 978-3-95428-133-6
- Die abenteuerliche Reise des Pieter van Ackeren in die neue Welt (Roman), Emons Verlag, Köln 2017, ISBN 978-3-74080-167-0
- Tausend Meilen weites Land. Ein früher Western (Roman), Emons Verlag, Köln 2024, ISBN 978-3-74082-127-2

Beiträge
- Ferrari (Kurzgeschichte), in: Mannheimer Morde, Anthologie, Kehl-Verlag, Hamm am Rhein 2007
- Donau Blues (Kurzgeschichte), in: grenzen.überschreiten. ein europalesebuch, Andiamo Verlag, Mannheim 2008, ISBN 978-3-936625-11-0
- Keinen Fisch! (Kurzgeschichte), in: Europabrevier Grenzenlos, 2. Auflage, Andiamo Verlag, Mannheim 2013, ISBN 978-3-936625-18-9